# Atomaria peltata
Atomaria peltata là một loài bọ cánh cứng trong họ Cryptophagidae. Loài này được Kraatz miêu tả khoa học năm 1853.